# Hørsholm Mølle
Hørsholm Mølle er en vindmølle af typen "hollandsk kornmølle med galleri", opført i 1891, og beliggende i udkanten af Hørsholm på Sjælland. Den malede korn indtil 1970'erne, hvor den blev taget ud af drift og begyndte at forfalde. Møllen blev i 1988 købt af kommunen. Vingerne var da faldet af, men kommunen lod den restaurere, og nu har Håndværkerforeningen indrettet museum på dens loft og magasinbygning. Museet er åbent for besøgende på lørdage i sommersæsonen, 1. maj til 31. oktober.
Undermøllen er bygget i grundmur, mens overmøllen er i træ med spåndækning. Møllen har en løgformet hat, som ligeledes er beklædt med spån. Møllen krøjer med vindrose. Efter restaureringen er der ikke meget tilbage af dens udstyr, da dele af maskineriet som stokkedrev, kværne og sigter fra stjernehjulet og nedefter er fjernet.
Allerede i 1895 blev vindkraften suppleret af en dampmaskine, fordi vingerne var afhængige af en vindstyrke på mindst 5 meter pr sekund. Denne blev udskiftet i 1914, 12 år inden møllen blev ombygget til en valsemølle. En stor og to mindre elektromotorer blev installeret omkring 1940. Herefter tilvirkede møllen hovedsagelig foder til kyllinger og høns.
55°52′38.70″N 12°29′43.88″Ø / 55.8774167°N 12.4955222°Ø